# Rots
Rots – miejscowość i gmina we Francji, w regionie Normandia, w departamencie Calvados. 1 stycznia 2016 roku połączono trzy wcześniejsze gminy: Lasson, Rots oraz Secqueville-en-Bessin. Siedzibą gminy została miejscowość Rots, a nowa gmina przyjęła jej nazwę. W 2013 roku populacja Rots wynosiła 1450 mieszkańców. 